# 埃爾斯沃思 (緬因州)
埃爾斯沃思（英語：Ellsworth）是美國緬因州漢考克縣的一個城市，也是該縣縣治。面積243.0平方公里。根據2000年美國人口普查，人口6,456人。
1800年設鎮，1869年設市。